# 西園寺公重
西園寺 公重（さいおんじ きんしげ）は、鎌倉時代後期から南北朝時代にかけての公卿・歌人。内大臣・西園寺実衡の次男。権大納言・西園寺公宗の異母弟。官位は正二位・内大臣（北朝）、太政大臣（南朝）。竹林院・北山と号する。

## 経歴
正中2年（1325年）12月元服と同時に従四位上侍従に叙任。後醍醐天皇からの信任厚く、以後累進して嘉暦3年（1328年）9月従三位に叙され、公卿に列した。元弘元年/元徳3年（1331年）1月土佐権守、2月参議・左中将、10月権中納言に任じられ、元弘2年/正慶元年（1332年）9月従二位に昇叙。翌月には皇太子康仁親王の春宮大夫を兼ねたが、元弘3年/正慶2年（1333年）5月光厳天皇が廃されたために参議正三位に落とされ、大夫も辞することとなった。
建武政権下では、建武元年（1334年）2月権中納言に復した。同2年（1335年）6月に兄・公宗が北条氏残党と結んで謀反を画策するも、これを知った公重は未然に後醍醐天皇へ密告し、その功績によって、西園寺家を継ぐこととなった。政権崩壊後も北朝から家門を安堵されたが、この際に室町幕府が介入し、公宗の遺児・実俊の成長の暁には家門を実俊に移譲させるという条件を付したため、一族間に対立関係を残すことになる。延元2年/建武4年（1337年）12月正二位、延元3年/暦応元年（1338年）11月権大納言に任じられ、興国7年/貞和2年（1346年）2月大納言となった。正平3年/貞和4年（1348年）右近衛大将、次いで左近衛大将を兼任し、正平4年/貞和5年（1349年）9月には内大臣に任じられたが、この時既に家門は公重の手を離れて実俊が相承していたようで、公重は竹林院第に住して竹林院と称せられた。正平6年/観応2年（1351年）4月に辞職した背景にも家門をめぐって北朝方公家や武家側からの圧迫があったらしい。
正平一統下の正平7年（1352年）2月再び家門を安堵されて北山第に移り、嫡流として復帰するも、5月幕命によってもとの竹林院に帰住させられた。廟堂からの締め出しや所領没収などの憂き目に遭いながらも在京し、正平8年/文和2年（1353年）6月南軍が京都を回復した際には、久我長通・洞院公賢と議して京都の諸事を処理するように後村上天皇から命じられた。しかし、同年9月に足利尊氏が入京して南朝との和平が破れると、万策尽きた公重は竹林院を売払い京都から没落した。
その後、正平11年/延文元年（1356年）までに南朝へ参候し、右大臣に任じられた。具体的な官歴については史料を欠くが、正平19年/貞治3年（1364年）7月には太政大臣として家門を「了長」に譲っているので、間もなく散位へ移って出家したものと推測されよう。正平22年/貞治6年（1367年）9月3日に薨去。享年51。
勅撰和歌集には『風雅和歌集』に「大納言公重」として7首、『新拾遺和歌集』に「入道前内大臣」として1首、『新続古今和歌集』に「竹林院前内大臣」として2首入集し、また、南朝の准勅撰集『新葉和歌集』に「遍照光院入道前太政大臣」として9首入集した。主観的な歌風で、南朝公卿としての真情がこもる詠も見られる。

## 系譜
- 父：西園寺実衡（1290-1326）
- 母：家女房（?-1347）
- 室：従三位行子？
- 生母不明の子女
  - 男子：西園寺実長（1334-1355）
  - 女子：西園寺公重女 - 長慶天皇中宮
  - 男子?：西園寺公俊（?-1379?） - 伊予西園寺氏祖